# SN 2004bv
SN 2004bv – supernowa typu Ia odkryta 24 maja 2004 roku w galaktyce NGC 6907. W momencie odkrycia miała maksymalną jasność 15,60m.